# TSV 1860 Rosenheim
TSV 1860 Rosenheim is een Duitse sportvereniging uit de Beierse stad Rosenheim.

## Geschiedenis
De vereniging werd op 20 oktober 1860 oorspronkelijk als een gymnastiekclub van de plaatselijke brandweer opgericht. Al snel ontwikkelde zich binnen de nieuwe club een eigen gymnastiekafdeling. Beide verenigingen versmolten in 1862 tot de Freiwilligen Turnerfeuerwehr Rosenheim. Vanaf 1873 scheiden de wegen van de brandweerlieden en de gymnasten zich.
Vanuit de gymnastiekafdeling ontstond in 1919 een voetbalafdeling, die onder de naam SSV Rosenheim zelfstandig werd. Op 18 november 1933 smolten de beide verenigingen echter weer samen.
Na de Tweede Wereldoorlog werden alle sportclubs ontbonden. In 1946 werd ASV Rosenheim opgericht, nu als overkoepelende sportvereniging voor alle clubs in Rosenheim. In de jaren daarna werden wederom afzonderlijke sportclubs opgericht en zo ontstond in maart 1950 wederom de TSV 1860 Rosenheim.

## Successen
In het seizoen 2008/09 werd 1860 Rosenheim kampioen van de Landesliga en promoveerde zo naar de Bayernliga.
Het seizoen 2011/2012 werd de club voor het eerst kampioen van de Bayernliga waarmee de vereniging zich kwalificeerde voor de nieuw opgerichte Regionalliga Bayern, het vierde niveau in Duitsland. In 2014 degradeerde de club. In 2016 promoveerde de club weer.

## Eindklasseringen vanaf 1964
| Seizoen | Competitie                 | Niveau | Eindstand | DFB Pokal | Opmerking                                                              |
| ------- | -------------------------- | ------ | --------- | --------- | ---------------------------------------------------------------------- |
| 1963/64 | Landesliga Bayern-Süd      | IV     | 4         | --        |                                                                        |
| 1964/65 | Landesliga Bayern-Süd      | IV     | 3         | --        |                                                                        |
| 1965/66 | Landesliga Bayern-Süd      | IV     | 2         | --        |                                                                        |
| 1966/67 | Landesliga Bayern-Süd      | IV     | 10        | --        |                                                                        |
| 1967/68 | Landesliga Bayern-Süd      | IV     | 11        | --        |                                                                        |
| 1968/69 | Landesliga Bayern-Süd      | IV     | 11        | --        |                                                                        |
| 1969/70 | Landesliga Bayern-Süd      | IV     | 14        | --        | 2e in pd-serie met FC Lauingen en TSV Trostberg                        |
| 1970/71 | Bezirksliga Oberbayern-Süd | V      | 8         | --        |                                                                        |
| 1971/72 | Bezirksliga Oberbayern-Ost | V      | 1         | --        | promotie play-off > SV Untermenzing: 2-1                               |
| 1972/73 | Landesliga Bayern-Süd      | IV     | 8         | --        |                                                                        |
| 1973/74 | Landesliga Bayern-Süd      | IV     | 6         | --        |                                                                        |
| 1974/75 | Landesliga Bayern-Süd      | IV     | 13        | --        |                                                                        |
| 1975/76 | Landesliga Bayern-Süd      | IV     | 1         | --        |                                                                        |
| 1976/77 | Bayernliga                 | III    | 11        | --        |                                                                        |
| 1977/78 | Bayernliga                 | III    | 12        | --        |                                                                        |
| 1978/79 | Bayernliga                 | III    | 10        | --        |                                                                        |
| 1979/80 | Bayernliga                 | III    | 13        | --        |                                                                        |
| 1980/81 | Bayernliga                 | III    | 14        | --        |                                                                        |
| 1981/82 | Bayernliga                 | III    | 16        | --        |                                                                        |
| 1982/83 | Landesliga Bayern-Süd      | IV     | 7         | --        |                                                                        |
| 1983/84 | Landesliga Bayern-Süd      | IV     | 4         | --        |                                                                        |
| 1984/85 | Landesliga Bayern-Süd      | IV     | 3         | --        |                                                                        |
| 1985/86 | Landesliga Bayern-Süd      | IV     | 13        | --        |                                                                        |
| 1986/87 | Landesliga Bayern-Süd      | IV     | 11        | --        |                                                                        |
| 1987/88 | Landesliga Bayern-Süd      | IV     | 10        | --        |                                                                        |
| 1988/89 | Landesliga Bayern-Süd      | IV     | 12        | --        |                                                                        |
| 1989/90 | Landesliga Bayern-Süd      | IV     | 7         | --        |                                                                        |
| 1990/91 | Landesliga Bayern-Süd      | IV     | 14        | --        | pd-wedstrijd > TSV Landsberg: 2-1                                      |
| 1991/92 | Landesliga Bayern-Süd      | IV     | 7         | --        |                                                                        |
| 1992/93 | Landesliga Bayern-Süd      | IV     | 8         | --        |                                                                        |
| 1993/94 | Landesliga Bayern-Süd      | IV     | 5         | --        |                                                                        |
| 1994/95 | Landesliga Bayern-Süd      | V      | 1         | --        | play-off om kampioenschap > TSV Eching: 2-1; herinvoering Regionalliga |
| 1995/96 | Bayernliga                 | IV     | 16        | --        |                                                                        |
| 1996/97 | Landesliga Bayern-Süd      | V      | 1         | --        |                                                                        |
| 1997/98 | Bayernliga                 | IV     | 17        | --        |                                                                        |
| 1998/99 | Landesliga Bayern-Süd      | V      | 7         | --        | winnaar Bayerischer Pokal > SpVgg Landshut: 2-1                        |
| 1999/00 | Landesliga Bayern-Süd      | V      | 12        | --        |                                                                        |
| 2000/01 | Landesliga Bayern-Süd      | V      | 12        | --        |                                                                        |
| 2001/02 | Landesliga Bayern-Süd      | V      | 6         | --        |                                                                        |
| 2002/03 | Landesliga Bayern-Süd      | V      | 11        | --        |                                                                        |
| 2003/04 | Landesliga Bayern-Süd      | V      | 13        | --        |                                                                        |
| 2004/05 | Landesliga Bayern-Süd      | V      | 5         | --        |                                                                        |
| 2005/06 | Landesliga Bayern-Süd      | V      | 3         | --        |                                                                        |
| 2006/07 | Landesliga Bayern-Süd      | V      | 11        | --        |                                                                        |
| 2007/08 | Landesliga Bayern-Süd      | V      | 8         | --        |                                                                        |
| 2008/09 | Landesliga Bayern-Süd      | VI     | 1         | --        | invoering 3. Liga                                                      |
| 2009/10 | Bayernliga                 | V      | 12        | --        |                                                                        |
| 2010/11 | Bayernliga                 | V      | 3         | --        |                                                                        |
| 2011/12 | Bayernliga                 | V      | 1         | --        |                                                                        |
| 2012/13 | Regionalliga Bayern        | IV     | 7         | --        | winnaar Bayerischer Pokal > SV Wacker Burghausen: 2-2 (6-5 n.s.)       |
| 2013/14 | Regionalliga Bayern        | IV     | 15        | --        | pd-wedstrijden > FC Pipinsried: 2-2/1-0; 1. FC Schweinfurt 05: 0-1/1-5 |
| 2014/15 | Bayernliga-Süd             | V      | 10        | --        |                                                                        |
| 2015/16 | Bayernliga-Süd             | V      | 3         | --        |                                                                        |
| 2016/17 | Regionalliga Bayern        | IV     | 10        | --        |                                                                        |
| 2017/18 | Regionalliga Bayern        | IV     | 15        | --        |                                                                        |
| 2018/19 | Regionalliga Bayern        | IV     | 15        | --        | pd-wedstrijden > DJK Gebenbach: 1-0/1-1                                |
| 2019/21 | Regionalliga Bayern        | IV     | 16        | --        |                                                                        |
| 2021/22 | Regionalliga Bayern        | IV     | 20        | --        |                                                                        |
| 2022/23 | Bayernliga#Süd             | V      | 17        | --        | pd-wedstrijden > FC Ehekirchen: 1-5 / 2-7                              |
| 2023/24 | Landesliga Bayern Süd-Ost  | VI     | 7         | --        |                                                                        |
| 2024/25 | Landesliga Bayern Süd-Ost  | VI     | 10        | --        |                                                                        |